# سالي هودج
سالي هودج (بالإنجليزية: Sally Hodge) مواليد 31 مايو 1966 في كارديف، ويلز، المملكة المتحدة، هي دراج ويلزية سابقة. سبق أن شاركت في دورة الألعاب الأولمبية الصيفية. شاركت وحققت ميدالية في دورة ألعاب الكومنولث.

## الميداليات
| الميدالية | المسابقة                               |
| --------- | -------------------------------------- |
| ذهبية     | بطولة العالم للدراجات على المضمار 1988 |
| برونزية   | دورة ألعاب الكومنولث 1994              |

## روابط خارجية
- سالي هودج على موقع أرشيف الدراجات (الإنجليزية)
- سالي هودج على موقع إحصائيات الدراجات الإحترافية (الإنجليزية)
- سالي هودج على موقع أوليمبيديا (الإنجليزية)
- سالي هودج على موقع اللجنة الأولمبية البريطانية (الإنجليزية)
- سالي هودج على موقع اتحاد ألعاب الكومنولث (مؤرشف) (الإنجليزية)